# Difenilmetan
Difenilmetan je organsko jedinjenje sa formulom . Ovo jedinjenje se sastoji od metana kod koga su dva atoma vodonika zamenjena fenil grupama. Difenilmetan je često korišteni skeleton u organskoj hemiji. Difenilmetilna grupa je poznata kao benzhidril.
On se priprema reakcijom benzil hlorida sa benzenom u prisustvu Luisove kiseline kao što je aluminijum trihlorid: